# 関向良子
関向 良子（せきむかい りょうこ、1990年4月27日 - ）は、秋田放送のアナウンサー。

## 来歴・人物
秋田県男鹿市出身。O型。身長153cm。
秋田県立秋田北高等学校、岩手大学教育学部卒業後、2014年秋田放送に入社。同期入社は新谷賢太郎。
高校時代は放送委員会に所属し、NHK杯全国高校放送コンテストアナウンス部門で入選を果たす。岩手大時代では学生パーソナリティとしてタレント活動を行い、第28回NHK全国大学放送コンテストアナウンス部門で優勝した。

## 担当番組

### 秋田放送
- まちなかSESSION エキマイク （ラジオ）[5]（2019年4月1日 - 月曜パーソナリティ)
- ごくじょうラジオ[6]（ラジオ）（2014年9月30日- 2018年3月29日 木曜日担当、2018年4月4日 - 2019年3月 水曜日担当)
- 花ミチ - ただいま花嫁修業中 - （ラジオ、2018年4月7日 - 2019年3月30日）[7]
- エビス堂☆金[2][8]（テレビ）（2015年4月3日-2020年3月20日）
- なんてったって日曜はスポーツ！[2][9]（ラジオ）
- えび☆ステ（テレビ）（2020年4月3日 - 2024年3月29日）
- ABS news every.（テレビ）（2024年4月5日 - 金曜キャスター）

### 学生キャスター
- 「ガンダイニング」（テレビ）（IBC岩手放送、岩手大学を紹介する番組の学生リポーター）
- 「こちら志家町6-1」（ラジオ）（IBC、甲斐谷望と共演）
- 「ツイテル!?」（ラジオ）（IBC、松原友希と共演）